# 胡炳云
胡炳云（1911年—1996年），四川南充人，中国人民解放军将领、中国人民解放军开国少将。
早年参加中国工农红军，后担任华东野战军第十一纵队司令员、第二十九军军长。中华人民共和国成立后，担任中国人民志愿军9兵团参谋长，参加朝鲜战争。1955年，授予中国人民解放军少将。后担任福建省军区参谋长、副司令员；济南军区参谋长、兰州军区副司令员兼陕西省军区司令员。之后担任中共陕西省委书记处书记、省革命委员会副主任、陕西省五届人大常委会副主任。